# Navigatore satellitare
Un navigatore satellitare, detto anche navigatore GPS o semplicemente navigatore, è un dispositivo elettronico digitale dotato di capacità di ricezione del segnale radio satellitare GPS (Global Positioning System) integrato con un sistema di database stradale, progettato per assistere nella navigazione stradale il conducente di un'automobile indicandogli interattivamente il percorso stradale da seguire per raggiungere una qualsiasi destinazione preimpostata dall'utente a partire dalla sua posizione di partenza.

## Descrizione

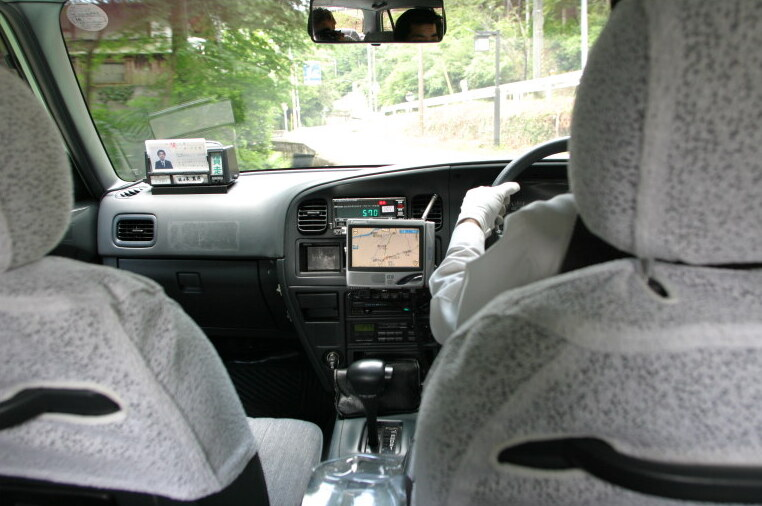
Un navigatore satellitare su un taxi a Kyoto

Un navigatore tipico include un display LCD in cui viene visualizzato il percorso da seguire, in genere con funzionalità touch screen per consentire all'utente di interagire con il sistema attraverso una interfaccia grafica, e in molti casi un altoparlante attraverso cui vengono fornite indicazioni (esempio: svolta a destra tra 300 metri) verbali sul percorso più breve disponibile (navigazione turn by turn), tipicamente ottenute grazie al ricorso ad un algoritmo opportuno a partire da una mappa in memoria, la quale può essere integrata con maggiori dettagli sulle strade (strade nuove o poco importanti e non memorizzate) tramite una comunicazione internet, così come anche sulle informazioni di viabilità o sui controlli elettronici.
Come qualsiasi altri dispositivo GPS, il navigatore sfrutta il cosiddetto sistema di triangolazione, che determina la posizione di un oggetto in un punto qualsiasi del pianeta conoscendo la distanza da almeno tre distinti punti. Per realizzare praticamente questo approccio, quindi, il navigatore comunica costantemente con tre satelliti differenti, calcolando la posizione del veicolo con notevole precisione.

## Storia

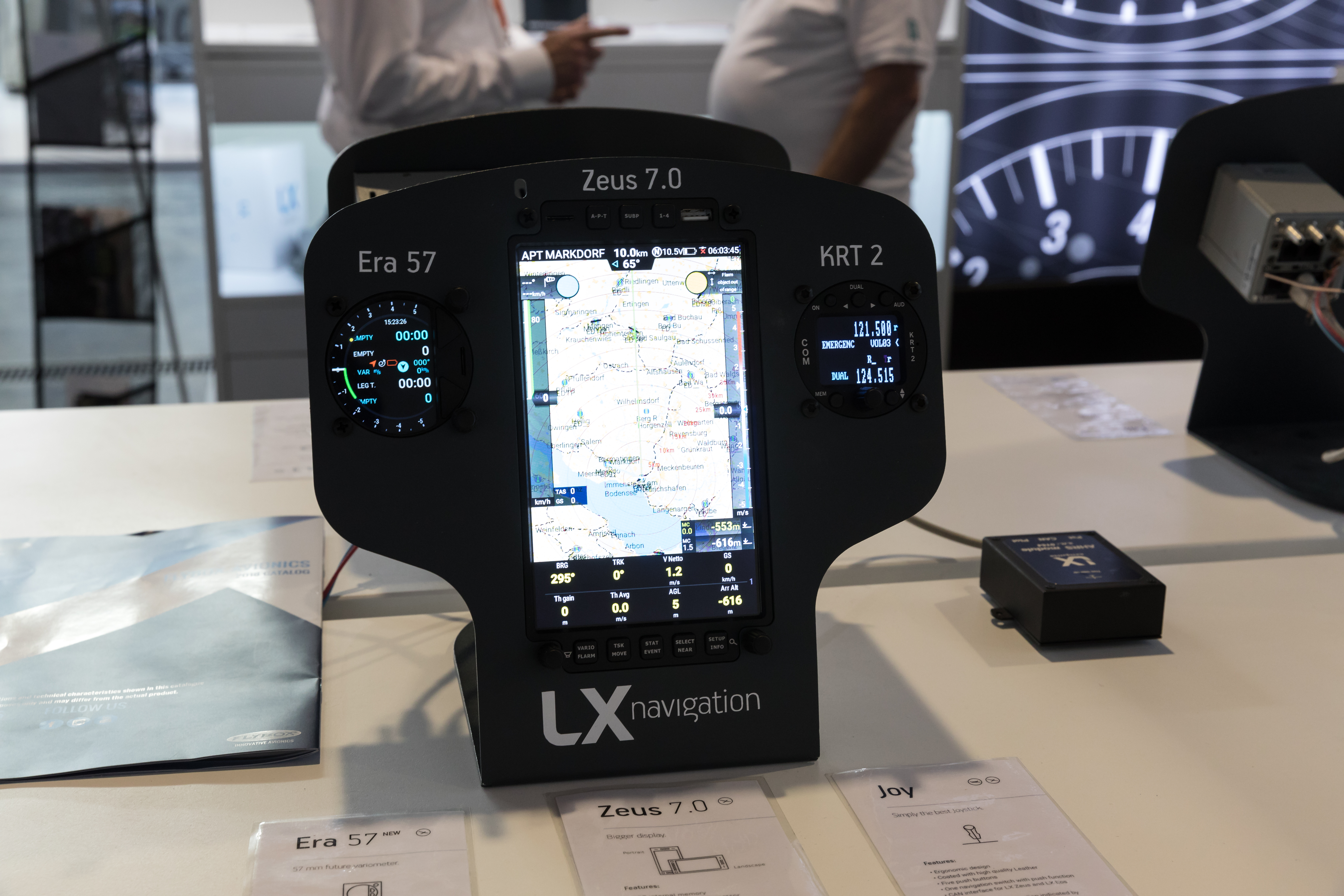
Modello di navigatore

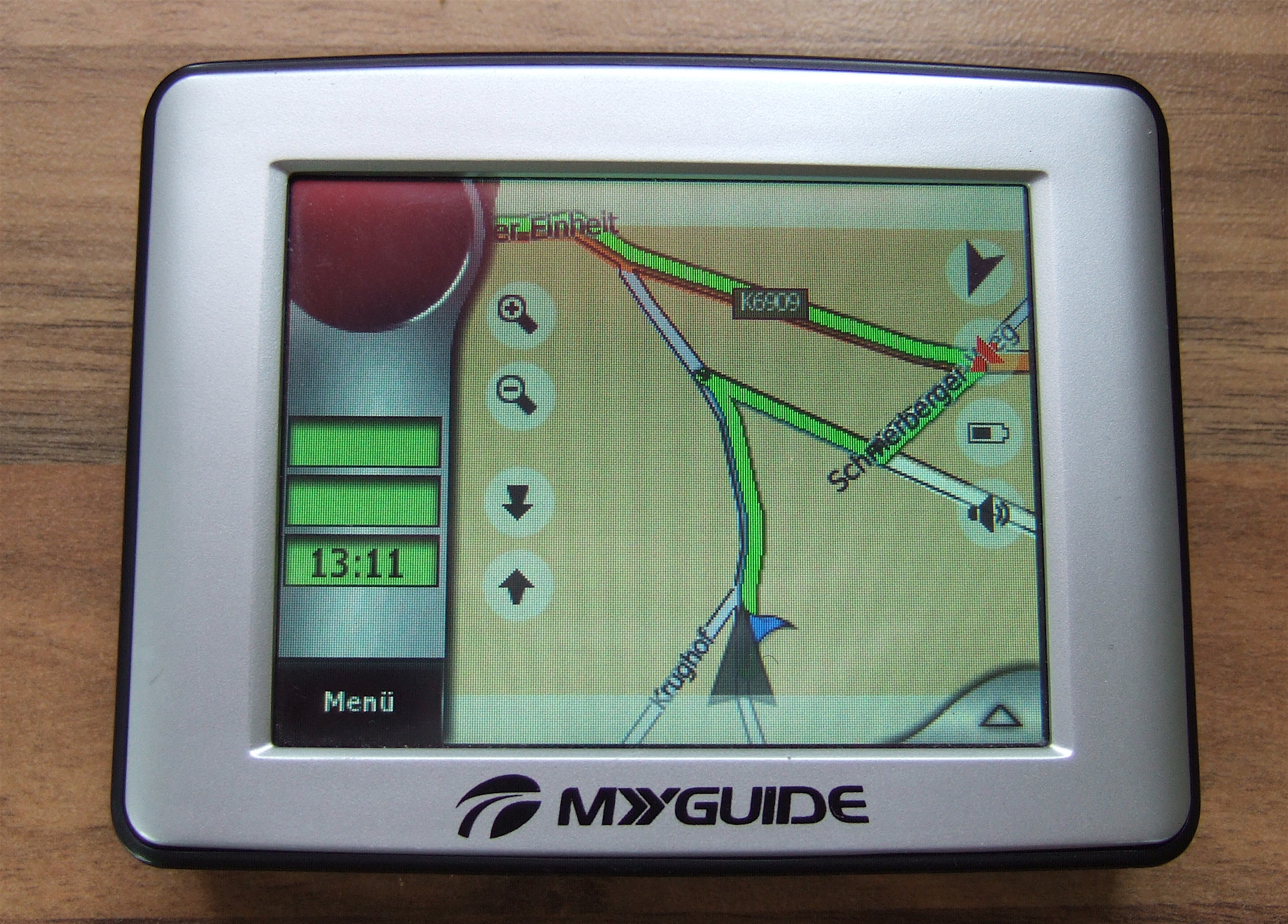
Modello di navigatore

Nel 1991 gli USA aprirono al mondo il servizio con il nome SPS (Standard Positioning System), con specifiche differenziate da quello militare denominato PPS (Precision Positioning System). In pratica veniva introdotta la cosiddetta Selective Availability (SA) che introduceva errori intenzionali nei segnali satellitari allo scopo di ridurre l'accuratezza della rilevazione, consentendo precisioni solo nell'ordine di 100–150 m.
Il sistema GPS sostituì il Transit, quando gli USA, rinunciando alla Selective Availability, resero il primo accurato quanto il secondo, supportandolo con una rete di 24 satelliti artificiali.
La degradazione del segnale fu disabilitata dal maggio del 2000, grazie a un decreto del Presidente degli Stati Uniti Bill Clinton, mettendo così a disposizione la precisione attuale di circa 10–20 m. Nei modelli per uso civile è presente un dispositivo che inibisce il funzionamento ad altezze e velocità superiori a certi valori, per impedirne il montaggio su missili improvvisati.
L'UE ha in progetto il completamento di una propria rete di satelliti, il Sistema di posizionamento Galileo, per scopi civili, fra i quali il GPS. Questo progetto ha un'evidente valenza strategica in quanto la rete americana è proprietà dei soli Stati Uniti d'America ed è gestita da autorità militari, che, in particolari condizioni, potrebbero decidere discrezionalmente e unilateralmente di ridurre la precisione o bloccare selettivamente l'accesso al sistema; la condivisione dell'investimento e della proprietà da parte degli stati utilizzatori garantisce continuità, accessibilità e interoperabilità del servizio.